# Balčia (přítok Šešuvisu)
Balčia je řeka v Litvě, v Žemaitsku, pravý přítok řeky Šešuvis. Protéká okresy Kelmė a Raseiniai. Pramení 1 km na západ od dálnice A12 ve vsi Padvarninkai II (okres Kelmė). Klikatí se v celkovém směru jihojihovýchodním. Při řece jsou hradiště Pužų piliakalnis a Pabalčių piliakalnis. Vlévá se do Šešuvisu ve vsi Yliai, 92 km od jeho ústí do řeky Jūra jako jeho pravý přítok.

## Přítoky
| Hydrologické pořadí | Levý /Pravý | Řeka    | Délka (km) | Povodí (km²) | Vzdálenost od ústí (km) | Ústí kde | Koordináty ústí |
| ------------------- | ----------- | ------- | ---------- | ------------ | ----------------------- | -------- | --------------- |
| 16010747            | Pravý       | Gėgžnas | 4,9        | 7,9          | 12,5                    |          |                 |
| 16010748            | Levý        | Varnė   | 13,1       |              | 23,0                    | Paežeris |                 |
| 16010752            | Levý        | Kumpė   | 2,5        | 3,5          | 6,4                     |          |                 |